# Diprophylline
Diprophylline (INN)  hoặc dyphylline (USAN) (tên thương mại Dilor, Lufyllin), là một dẫn xuất xanthine với tác dụng giãn phế quản và thuốc giãn mạch. Nó được sử dụng trong điều trị các rối loạn hô hấp như hen suyễn, khó thở tim và viêm phế quản. Nó hoạt động như một chất đối kháng thụ thể adenosine và chất ức chế phosphodiesterase.